# Idiops dilatatus
Espèce
Idiops dilatatus est une espèce d'araignées mygalomorphes de la famille des Idiopidae.

## Distribution
Cette espèce est endémique d'Amazonas au Brésil,. Elle se rencontre vers Manaus.

## Description
La femelle holotype mesure 17,6 mm.

## Systématique et taxinomie
Cette espèce a été décrite par Gomes, dos Santos, Almeida, Cipola et de Morais en 2024.

## Publication originale
(juin 2024).
- Gomes, dos Santos, Almeida, Cipola & de Morais, 2024 : « Idiopidae in the Brazilian Amazon: description of a new species, characterization of an unknown male and expansion of geographic records. » EntomoBrasilis, vol. 17, no e1076, p. 1-9 (texte intégral).